# Войновиці (Новотомиський повіт)
Войновиці (пол. Wojnowice, нім. Kriegerau) — село в Польщі, у гміні Опалениця Новотомиського повіту Великопольського воєводства.
Населення — 1096 осіб (2011).
У 1975-1998 роках село належало до Познанського воєводства.

## Демографія
Демографічна структура станом на 31 березня 2011 року:
|          | Загалом | Допрацездатний вік | Працездатний вік | Постпрацездатний вік |
| -------- | ------- | ------------------ | ---------------- | -------------------- |
| Чоловіки | 539     | 120                | 383              | 36                   |
| Жінки    | 557     | 120                | 340              | 97                   |
| Разом    | 1096    | 240                | 723              | 133                  |